# Pine Brook (dopływ Kinney Brook)
Pine Brook – strumień (brook) w kanadyjskiej prowincji Nowa Szkocja, w hrabstwie Digby, płynący w kierunku północno-wschodnim i uchodzący do Kinney Brook; nazwa urzędowo zatwierdzona 28 listopada 1974.